# Laos International 2017
Die Laos International 2017 im Badminton fanden vom 31. Oktober bis zum 5. November 2017 in Vientiane statt.

## Sieger und Platzierte
| Disziplin    | Gold                                           | Silber                                | Bronze                                                 |
| ------------ | ---------------------------------------------- | ------------------------------------- | ------------------------------------------------------ |
| Herreneinzel | Kantawat Leelavechabutr                        | Mek Narongrit                         | Ryan Ng Zin Rei                                        |
| Herreneinzel | Kantawat Leelavechabutr                        | Mek Narongrit                         | Phạm Cao Cường                                         |
| Dameneinzel  | Nguyễn Thùy Linh                               | Benyapa Aimsaard                      | Mattana Hemrachatanun                                  |
| Dameneinzel  | Nguyễn Thùy Linh                               | Benyapa Aimsaard                      | Manassanan Lerthattasin                                |
| Herrendoppel | Muhammad Syawal Mohd Ismail Lukhi Apri Nugroho | Lee Jian Yi Lim Zhen Ting             | Izzat Farhan Azhar Ahmad Maziri Mazlan                 |
| Herrendoppel | Muhammad Syawal Mohd Ismail Lukhi Apri Nugroho | Lee Jian Yi Lim Zhen Ting             | Ong Jian Guo Khang Tai An                              |
| Damendoppel  | Kittipak Dubthuk Natcha Saengchote             | Ririn Amelia Anna Cheong Ching Yik    | Chin Kah Mun Lee Zhi Qing                              |
| Damendoppel  | Kittipak Dubthuk Natcha Saengchote             | Ririn Amelia Anna Cheong Ching Yik    | Ruethaichanok Laisuan Supamart Mingchua                |
| Mixed        | Lukhi Apri Nugroho Ririn Amelia                | Parinyawat Thongnuam Kittipak Dubthuk | Chaloempon Charoenkitamorn Rawimon Iamratanamaetheekul |
| Mixed        | Lukhi Apri Nugroho Ririn Amelia                | Parinyawat Thongnuam Kittipak Dubthuk | Ahmad Maziri Mazlan Payee Lim Peiy Yee                 |